# 김성태 (1910년)
김성태(金聖泰, 일본식 이름: 金城聖泰 가네시로 세이타이[*], 1910년 11월 9일 ~ 2012년 4월 21일)는 대한민국의 바이올린 연주자, 작곡가, 지휘자, 음악교육가이다. 호는 악석(樂石), 요석(謠石), 낙석(洛石), 산남(山南)이다.

## 생애
경성부의 개신교 가정에서 출생하였고 경신중학교와 연희전문학교를 졸업했다. 이때까지는 독학으로 음악을 공부했으며, 연희전문에서 만난 현제명의 영향으로 대학 졸업 후 일본으로 유학하여 도쿄 고등음악학원에서 작곡을 전공했다. 한국인으로는 최초로 일본에서 작곡을 공부한 음악가였다.
귀국한 뒤 경성보육학교 음악주임을 시작으로 고려교향악단 지휘자를 지내며 홍난파, 현제명 등과 더불어 한국의 서양음악 발전에 큰 기여를 했다.
해방 후에는 현제명이 서울대학교에 음악대학을 설립했을 때 함께 참여하였다. 1955년에는 미국 인디애나 주립대학교 음대에서 작곡 이론을 연구하였고, 연세대에서 명예문학박사 학위를 받았다. 서울대학교 음대 학장, 대한민국 예술원 회원, 한국 음협 고문, 고려 및 서울교향악단 객원지휘자를 역임하였다.

## 소속
- 前 서울대학교 명예교수

## 이외 경력
- 前 신민당 문화예술행정특임고문(1977년 6월 ~ 1978년 3월)

## 저서
저서로는 《악전》, 《화성법》, 《대위법》 등이 있으며 악보 출판으로서는 예술 가곡집인 《교향적 기상곡》, 《플루트와 피아노를 위한 소나티나》 등이 있다.

## 대표작
작품으로는 〈교향적 기상곡〉을 비롯하여 〈현악 4중주〉, 〈현악합을 위한 모음곡〉, 〈플루트와 피아노를 위한 소나티나〉 등이 있으며, 교성곡(交聲曲) 〈비바람 속에〉와 연가곡(連歌曲) 〈꽃〉, 〈소월(素月) 가곡집〉, 〈산유화〉, 〈이별의 노래〉 외 수십 곡의 가곡 등이 있다.
〈즐거운 우리집〉, 〈동심초〉, 〈못잊어〉 등의 가곡도 유명하다.  동요 잘자라 우리아가가 있다.

## 수상
한국방송윤리위원회 위원(1971)을, 한국문화예술진흥원 이사장(1973) 직위를 지냈고, 예음문화재단 회장(1984), 대한민국예술원 원장(1993)을 지냈다. 문화훈장 모란장과 국민훈장 동백장을 서훈 받았으며, 대한민국예술원상, 3·1문화상, 5·16민족상도 수상했다.

## 친일 논란
일제강점기 말기에 어용 음악인 단체 조선음악협회에 참여했고, 김생려 등이 조직하여 '국민음악'을 보급한 경성후생실내악단에서도 활동했다. 만주국에서 국책 악단으로 조직된 만주신경교향악단에 입단하여 《사랑과 원수》의 영화 음악을 작곡하기도 했다. 2008년 민족문제연구소가 친일인명사전에 수록하기 위해 정리한 친일인명사전 수록예정자 명단 음악 부문에 선정되었고, 같은 해 서울대학교 교내 단체가 발표한 '서울대학교 출신 친일인물 1차 12인 명단'에도 들어 있다.

## 학력
- 1929년 경성 경신고등보통학교 졸업
- 1934년 경성 연희전문학교 졸업
- 1938년 일본 도쿄 고등음악학원 졸업
- 1942년 일본 호세이 대학교 법정학과 학사
- 1949년 연희대학교 대학원 철학과 철학석사
- 1956년 미국 인디애나 주립대학교 대학원 음악학과 음악학 석사
- 1959년 서울대학교 대학원 음악학과 음악학 석사

### 명예 박사 학위
- 1976년 연세대학교 명예 문학박사

## 같이 보기
- 대한민국예술원
- 이인범

## 참고 자료
- 반민족문제연구소 (1994년 3월 1일). 〈순수예술지상주의자의 정치적 행로, 김성태 (김수현)〉. 《청산하지 못한 역사 3》. 서울: 청년사. ISBN 978-89-7278-314-5.
- 경수현 (2007년 6월 18일). “〈인터뷰〉 가곡 '동심초' 작곡가 김성태”. 연합뉴스. 2007년 9월 30일에 원본 문서에서 보존된 문서. 2008년 5월 10일에 확인함.